# Hemileucoceras
Hemileucoceras är ett släkte av steklar. Hemileucoceras ingår i familjen sköldlussteklar.
Kladogram enligt Catalogue of Life:
| Hemileucoceras | \| \| Hemileucoceras insignis \| \| \| \| \| \| Hemileucoceras longicornis \| \| \| \| \| \| Hemileucoceras madagascariensis \| \| \| \| |
|                | \| \| Hemileucoceras insignis \| \| \| \| \| \| Hemileucoceras longicornis \| \| \| \| \| \| Hemileucoceras madagascariensis \| \| \| \| |
|                | Hemileucoceras insignis |
|                | |
|                | Hemileucoceras longicornis |
|                | |
|                | Hemileucoceras madagascariensis |
|                | |